# Nikołaj Szokoli
Nikołaj Aleksandrowicz Szokoli, ros. Николай Александрович Шоколи (ur. w 1886, zm. 9 sierpnia 1963 w Nowym Jorku) – rosyjski wojskowy (pułkownik), szef oddziału kadr Wojsk Pomocniczych Sił Zbrojnych Komitetu Wyzwolenia Narodów Rosji pod koniec II wojny światowej, emigracyjny działacz kombatancki.
Ukończył Michajłowską Szkołę Artylerii w Petersburgu. Służył w lejbgwardii 2 Brygady Artyleryjskiej. Doszedł do stopnia kapitana. Wykładał w Michajłowskiej Akademii Artyleryjskiej. Brał udział w I wojnie światowej. W listopadzie 1917 r. wstąpił do nowo formowanej Armii Ochotniczej. Objął dowodzenie kompanią artylerii, a następnie konstantynowsko-michajłowskiej baterii artylerii. Uczestniczył w 1 Kubańskim (Lodowym) Marszu. Od lutego 1918 r. był oficerem 4 baterii, zaś od marca tego roku 1 baterii 1 lekkiego (markowskiego) dywizjonu artylerii. Następnie służył jako szef oddziału zaopatrzenia artyleryjskiego. Od 13 lipca 1919 r. wykładał w kubańskiej szkole wojskowej. Awansował do stopnia pułkownika. W sierpniu 1920 r. został ewakuowany z Sewastopola. Na emigracji zamieszkał w Królestwie SHS. Pod koniec 1944 r. objął funkcję szefa oddziału kadr sztabu Wojsk Pomocniczych Sił Zbrojnych Komitetu Wyzwolenia Narodów Rosji. Po zakończeniu wojny wyjechał do USA. Od 1949 r. stał na czele Stowarzyszenia Oficerów - Artylerzystów.